# Nayef Aguerd
Nayef Aguerd (em árabe: نايف أكرد; Kenitra, 30 de março de 1996) é um futebolista marroquino que atua como zagueiro. Atualmente joga na Real Sociedad, emprestado pelo West Ham.

## Carreira no clube

### Início da carreira
Aguerd começou sua carreira no futebol na Mohammed VI Football Academy, antes de se mudar para o FUS Rabat em 2014. O jogador então jogou uma temporada com os amadores do clube antes de assinar seu primeiro contrato profissional com o FUS Rabat em Botola em 2014. Durante sua primeira temporada com o FUS Rabat, ele foi o vice-campeão da Copa do Trono de 2015 depois de perder a final contra o Olympique Club de Khouribga. Em 15 de fevereiro de 2015, ele marcou seu primeiro gol pelo time na vitória por 3–1 contra o Wydad AC. Em 3 de março, ele marcou seu primeiro gol continental em um 1–1 empate contra UMS de Loum.

### Dijon
Após quatro temporadas, ingressou no Dijon na Ligue 1. Ele fez sua estreia profissional com o Dijon na vitória por 4 a 0 sobre o Nice em 25 de agosto de 2018, marcando o primeiro gol da seleção na estreia.

### Rennes
Em 14 de agosto de 2020, Aguerd assinou um contrato com o time da Ligue 1 Rennes de Dijon por uma quantia não revelada que se acredita estar entre € 4 milhões e € 5 milhões. Ele marcou seu primeiro gol pelo clube em um amistoso contra o Nice; o jogo terminou com uma derrota por 3-2. Em 13 de setembro de 2020, Aguerd marcou seu primeiro gol na liga na vitória por 4–2 contra o Nîmes. Em 17 de maio de 2021, ele foi colocado em 11º lugar no Prix Marc-Vivien Foé como o melhor jogador que representa uma seleção africana de futebol na Ligue 1. Em 19 de agosto de 2021, Aguerd marcou de cabeça, que marcou seu primeiro gol europeu, na vitória por 2 a 0 sobre o Rosenborg. Uma semana depois, Aguerd marcou novamente na segunda mão contra o Rosenborg.
Em 16 de maio de 2022, Aguerd foi colocado em 3º como o melhor jogador africano na Ligue 1 para o Prix Marc-Vivien Foé.

### West Ham United
Em junho de 2022, Aguerd assinou pelo  West Ham United por um contrato de cinco anos por £ 30 milhões. Seu cachê foi o quarto mais alto pago pelo West Ham depois dos pagos por Sébastien Haller, Felipe Anderson e Kurt Zouma. Em 16 Em julho, Aguerd fez sua estreia pelos Hammers em um amistoso contra o Reading, jogando um total de 63 minutos de um empate 1–1 no Select Car Leasing Stadium. Em seu segundo jogo, um amistoso de pré-temporada contra o Rangers em 19 de julho, Aguerd machucou o tornozelo, o que exigiu uma cirurgia. Em 19 de outubro, Aguerd voltou a treinar com a equipe três meses após a lesão. Ele fez sua estreia competitiva no West Ham United em 27 de outubro na Liga Conferência contra Silkeborg, que o West Ham venceu por 1–0.

## Carreira internacional
Aguerd estreou-se pela seleção nacional de Marrocos num empate amigável por 0–0 contra a Albânia em 31 de agosto de 2016. Aguerd representou Marrocos no Campeonato Africano das Nações de 2018, ajudando seu país a conquistar o primeiro título CHAN. Em 6 de setembro de 2021, Aguerd marcou seu primeiro gol contra o Sudão nas Eliminatórias da Copa do Mundo FIFA de 2022, enviando um chute forte para a rede a partir de um cruzamento.
Ele foi posteriormente convidado por Vahid Halilhodžić para representar Marrocos na Copa das Nações Africanas de 2021. Nayef começou todas as suas partidas na fase de grupos. Ele marcou um gol contra na partida 2–2 contra o Gabão.
Em 10 de novembro de 2022, ele foi convocado para a lista de 26 jogadores de Marrocos para a Copa do Mundo FIFA de 2022 no Catar. Aguerd jogou todos os três jogos da fase de grupos e o jogo das oitavas de final contra a Espanha. No entanto, ele perdeu o jogo das quartas de final contra Portugal, mas ainda desempenhou um papel importante na defesa ao lado de Romain Saïss e foi fundamental para Marrocos chegar às semifinais da Copa do Mundo. No entanto, ele perdeu o jogo decisivo contra a França devido a uma lesão e foi retirado minutos antes da partida, apesar de ter sido mencionado nas escalações oficiais antes do jogo.
Em 28 de dezembro de 2023, Aguerd foi um dos 27 jogadores selecionados pelo treinador Walid Regragui para representar Marrocos na Copa das Nações Africanas de 2023.

## Títulos
Marrocos
- Campeonato das Nações Africanas: 2018

FUS Rabat
- Campeonato Marroquino: 2015–16
- Copa de Marrocos: 2014–15

West Ham
- Liga Conferência da UEFA: 2022–23

### Prêmios individuais
- Equipe ideal da Liga Conferência da UEFA: 2022–23